# No One Lives Forever
The Operative: No One Lives Forever (kurz: NOLF) ist ein vom US-amerikanischen Studio Monolith Productions entwickeltes Computerspiel aus dem Genre der First-Person-Shooter für Windows, macOS und PlayStation 2, das am 9. November 2000 erschienen ist. Es bildet den Auftakt für die gleichnamige Spielereihe, die 2002 mit dem Nachfolger No One Lives Forever 2 und 2003 mit dem Ableger Contract J.A.C.K. fortgeführt wurde. Kreativer Kopf hinter der Spieleserie war Craig Hubbard.

## Beschreibung
No One Lives Forever ist ein in den Swinging Sixties angesiedelter Ego-Shooter mit ausgeprägten Stealth-Elementen. Das farbenfrohe und humorvolle Actionspiel ist eine Reminiszenz an die James-Bond-Filme und Agentenserien (darunter Get Smart und Mit Schirm, Charme und Melone) der 1960er Jahre. Die britische Geheimagentin und ehemalige Meisterdiebin Cate Archer kämpft gegen zum Teil äußerst skurrile Gegner und wird vor jeder Mission durch die Q-Branch mit ausgefallenen Agenten-Gadgets ausgerüstet. Das Spiel erinnert (auch aufgrund der musikalischen Untermalung) an die parodistischen Austin-Powers-Filme, nimmt aber auch Anleihen aus dem Thriller Agenten sterben einsam. Die Geheimdienstthematik äußert sich auch darin, dass das Einsammeln von versteckten Unterlagen wie Aktenkoffern und Dokumenten zu optionalen Spielzielen gehört. Findet Cate Archer alle geheimen Gegenstände in einer Mission, erhält sie eine Auszeichnung sowie permanente Boni, etwa eine erhöhte Gesundheit.

## Handlung
Der Spieler steuert die Protagonistin Cate Archer, eine Agentin des britischen Geheimdienstes UNITY. Der Gegner von Archer und UNITY ist die Terrororganisation H.A.R.M., die mittels einer neuartigen chemischen Waffe – die Chemikalie führt, wenn sie in den menschlichen Körper gelangt, nach einer gewissen Zeit zu dessen Explosion – versucht, die Weltherrschaft an sich zu reißen. Die Geschichte spielt in den 60er Jahren (1967), also in der Hochzeit der Agententhriller und mitten im Kalten Krieg.
Die Handlungsorte sind über die gesamte Welt verteilt (siehe Liste unten) und auf verschiedene Missionen verteilt. Der Spieler erhält während der Missionen ständig neue Aufgaben, die sich meist stark voneinander unterscheiden und teilweise so noch in keinem anderen Computerspiel vorgekommen sind. Er muss beispielsweise Geheimdokumente aus einem gesunkenen Schiff bergen, aus größerer Distanz mit einem Scharfschützengewehr einen Botschafter vor seinen Angreifern schützen (der davon aufgrund seiner Kurzsichtigkeit und seines schlechten Gehörs nichts mitbekommt) oder während des Sturzes aus einem Flugzeug einem Gegner seinen Fallschirm abnehmen. Der Erfolg mancher Missionen kann nur erreicht werden, wenn man vorsichtig vorgeht und nicht entdeckt wird – damals ein neues Prinzip für First-Person-Shooter.
Am Ende des Spiels stellt Cate Archer das Antiserum sicher, sprengt die Hochburg der Verbrecherorganisation in den bayerischen Alpen und überführt Verräter in den eigenen Reihen. Der Anführer von H.A.R.M. gibt sich erst im Abspann des Spiels zu erkennen und spielt im Nachfolger eine größere Rolle.

### Einsatzorte
- Marokko: Schutz des US-amerikanischen Botschafters
- Ost-Berlin: Befreiung des ostdeutschen Wissenschaftlers Otto Schenker
- Hamburg: Beatnik Club „Die einsame Valkyrie“
- Bremen: Hafengebiet
- Nordsee: Frachtschiff
- Frankfurt: Hotel „Frankfurt Inn“
- Unterwasser: Bergung des Schiffslogbuches
- Großbritannien: Dumas Industries
- Vereinigte Staaten: Zugfahrt, unterirdisches Labor
- Dschungel in den Tropen: H.A.R.M. Raketenabschussbasis
- Weltraum: H.A.R.M. Raumstation
- Deutsche Alpen: Bergfestung von Baroness Dumas
- Tropische Insel: Urlaubsreise, Zerstörung einer zufällig entdeckten H.A.R.M.-Basis in einem Vulkankrater (nur in der Game of the Year Edition)

### Ausrüstung
Cates Ausrüstung ist für das Gelingen ihrer gefährlichen Missionen von großer Bedeutung. Am Anfang einer jeden Spielstufe werden die zur Erfüllung des Auftrages benötigten Utensilien entweder vom Spieler selbst ausgewählt oder es wird auf eine Standard-Ausrüstung, die vom Programm vorgeschlagen wird, zurückgegriffen. Die Ausrüstung umfasst zum einen Schusswaffen von der Pistole bis hin zum Scharfschützengewehr, welche realen Vorbildern nachempfunden sind, aber nicht mit deren echten Namen bezeichnet werden, und zum anderen spezielle, als Alltagsgegenstände getarnte Spionagewerkzeuge, sprich Gadgets. Für einige Waffen gibt es verschiedene Typen von Munition zur Auswahl. Der Standard für die meisten Waffen sind Vollmantelgeschosse. Alternativ können Zyanidkapsel-, Dum-Dum-Geschosse oder Phosphormunition verwendet werden. Zur Ausrüstung gesellen sich auch untypische Gegenstände, die den humoristischen Ton des Spiels unterstreichen.
Waffen (und ihre realen Vorbilder)
- Shepard Arms P38 9 mm Pistol (Walther P38)
- Petri .38 Airweight Revolver (Smith & Wesson Model 36)
- Braun 9 mm Parabellum (Pistole 08)
- Hampton Carbine (De-Lisle-Karabiner)
- Hampton MPL 9 mm SMG (Walther MP)
- AK-47 Assault Rifle
- Morris Model 14 Speargun
- Sportsman EX Crossbow
- Gordon 9 mm SMG (Sterling-Maschinenpistole)
- M79 Grenade Launcher
- Geldmacher SVD Sniper Rifle (Dragunow SWD)
- Bacalov Corrector (Thompson Contender)

Gadgets
Die humorig gestalteten Gadgets umfassen unter anderem:
- Ein als Aktentasche getarnter Raketenwerfer
- Eine Haarspange, die als Dietrich und zur Verabreichung von Gift eingesetzt werden kann
- Ein Feuerzeug-Schweißgerät
- Fotokamera, Minendetektor und Infrarotscanner als Sonnenbrille getarnt
- Ein Roboterpudel, der zur Ablenkung von Wachhunden eingesetzt werden kann
- Parfüm zum Einschläfern, Erblinden oder zum Vergiften
- Plüschpantoffeln zur Dämpfung der Schritte
- Eine Gürtelschnalle als Enterhaken
- Ein Puderfläschchen um Leichen aufzulösen
- Granaten als Lippenstift getarnt.
- Münzen um Gegner abzulenken.

## Entwicklungsgeschichte
Der kreative Kopf hinter der Spieleserie war Craig Hubbard. Die Musik steuerten Nathan Grigg und Guy Whitmore bei. Auf der beiliegenden Audio-CD befinden sich acht Musikstücke im Stil der 1960er Jahre, darunter das gesungene A Spy in Harms Way, sowie zwei moderne Stücke.
2002 erschien eine Portierung für die PlayStation 2, die drei neue Flashback-Levels enthält, allerdings nicht den Original-Soundtrack der PC-Version. Die Musik der PlayStation-2-Version wurde stattdessen von Rebecca Kneubuhl komponiert. Zudem besitzt die Portierung keinen Mehrspieler-Modus und die kaum verbesserte Grafik war zum Zeitpunkt der Veröffentlichung nicht mehr auf dem aktuellen Stand.
Im Herbst 2001 wurde eine Game of the Year Edition von No One Lives Forever für Windows veröffentlicht, die zusätzliche Inhalte bietet. Im Frühjahr 2002 erschien die erweiterte Neuauflage auch in Europa. Nach dem Abspann ist das Spiel in der Game of the Year Edition noch nicht zu Ende, es folgt noch eine weitere Mission mit vier neuen Levels.

## Rezeption
Einige Computerspielmagazine kürten es zum Spiel des Jahres, der Metascore der PC-Version beläuft sich auf 91 von 100 möglichen Punkten. Unter Fans und Kritikern gilt No One Lives Forever als Meisterwerk und erreichte bei der Fachpresse sehr hohe Punktzahlen, z. B. vergaben GameStar und PC Games jeweils eine Wertung von 91 %. GameSpot bewertete das Spiel mit 93 % und IGN mit 91 %. Computer Bild Spiele beurteilte No One Lives Forever mit dem Testergebnis 1,26 (Note: „Sehr gut“), eine der höchsten jemals vergebenen Wertungen des Magazins für ein PC-Spiel. Die Website 4Players vergab für die PC-Version 94 % und für die PS2-Version 78 %. Generell wurde die 2002 erschienene PlayStation-2-Portierung von No One Lives Forever deutlich schwächer bewertet als die PC-Version, kritisiert wurden in erster Linie technische Mängel. So vergab etwa Gameswelt 78 % für die Konsolenversion, die PC-Fassung erhielt hingegen 93 %. Der Metascore der PS2-Version beträgt nur 67 von 100 Punkten. Auf GameRankings erreichte No One Lives Forever eine Durchschnittswertung von 88 % (PC) bzw. 70 % (PS2).

## Markenrechtslage
2004 wurde Monolith Productions von Warner Bros. Entertainment gekauft, Teile der Markenrechte verblieben jedoch vermutlich bei Sierra Entertainment. Das Unternehmen wurde von Activision übernommen und 2008 geschlossen. Fox Interactive wurde 2003 an Vivendi Universal verkauft und 2006 aufgelöst. 2025 musste auch Monolith Productions schließen.
Als Folge der ungeklärten Markenrechtslage ist No One Lives Forever seit der Übernahme durch Warner nicht mehr offiziell erhältlich. Im Jahr 2014 bemühte sich der Indie-Publisher Nightdive Studios um den Erwerb der Lizenzen für eine digitale Neuveröffentlichung von No One Lives Forever. Die Pläne scheiterten jedoch, als Warner Bros. Entertainment mit rechtlichen Schritten drohte.
Seit März 2017 ist unterdessen eine Website namens „NOLF Revival“ online, welche alle drei Teile samt aktueller Fan-Patches kostenfrei zum Download anbietet. Diese Veröffentlichung erfolgte unautorisiert und verstößt gegen das Urheberrecht. Mit der illegalen Aktion sollten die Eigentümer der Markenrechte zum Einschreiten gezwungen werden, bislang wurden jedoch keine Maßnahmen gegen die Betreiber der Website ergriffen (Stand: Februar 2025). Nightdive Studios, die Teile der Markenrechte besitzen, streben weiterhin eine offizielle Neuveröffentlichung an.